# Bielawica
Bielawica (przed 1945 niem. Biele, Langenbielauer Wasser) – potok górski w Sudetach Środkowych, w Górach Sowich, w woj. dolnośląskim.

## Przebieg

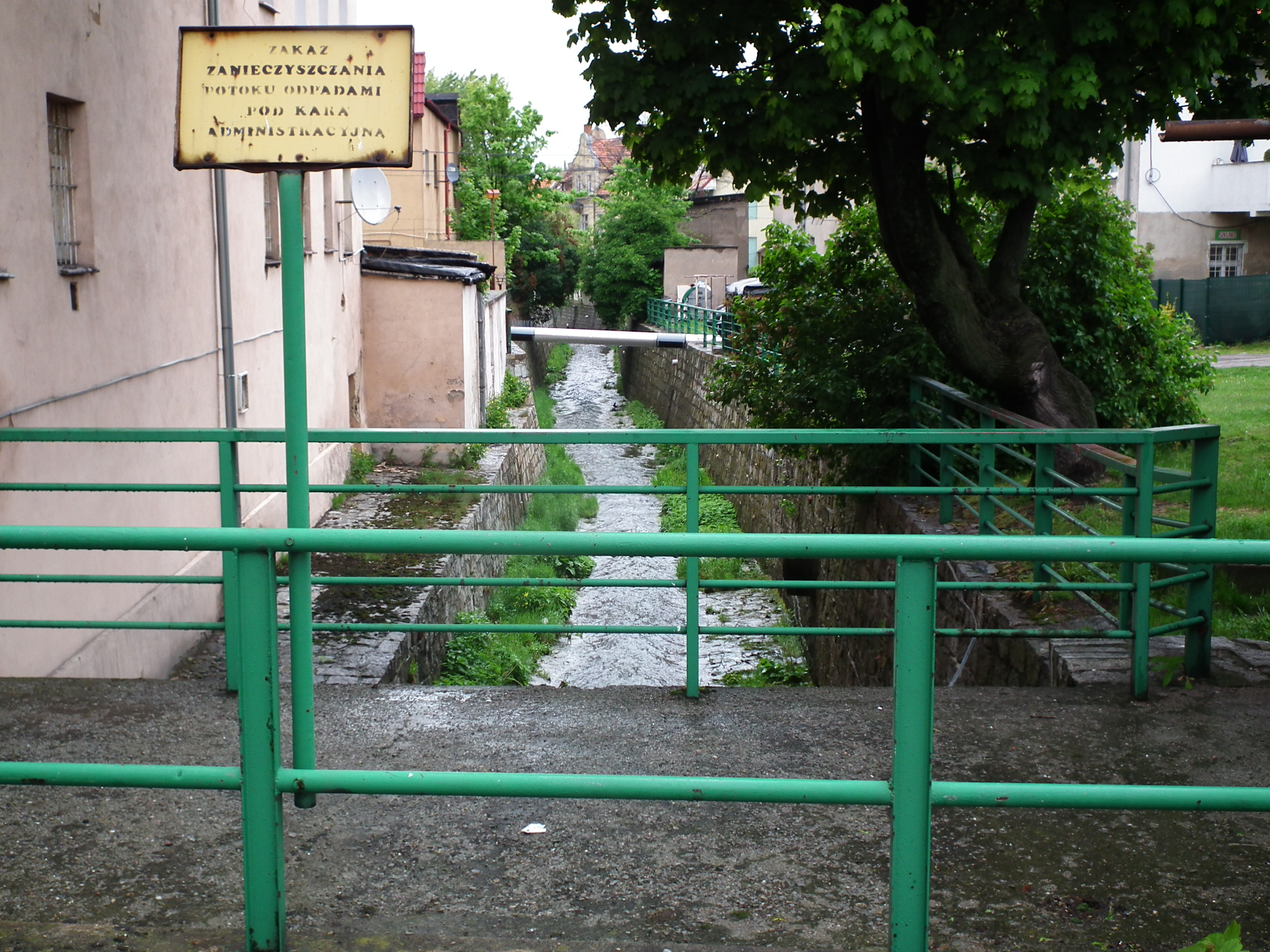
Bielawica w centrum Bielawy

Górski potok o długości ok. 12,5 km lewy dopływ Piławy, należący do dorzecza Odry i zlewiska Morza Bałtyckiego.
Źródła potoku położone są w obszarze źródliskowym na wysokości 900–905 m n.p.m., w lesie świerkowym regla dolnego, na północnym zboczu Kalenicy, w środkowej części Gór Sowich, na obszarze Parku Krajobrazowym Gór Sowich. Część źródeł ma charakter okresowych wykapów. W górnym biegu potok płynie w kierunku północno-wschodnim płytko wciętą szeroką, całkowicie zalesioną doliną. Na wysokości 700 m n.p.m. wpływa w stromą pogłębiającą się dolinę w kształcie głęboko wciętego jaru o stromych, zalesionych zboczach. Rosną tu lasy świerkowe, oraz świerkowo – bukowe.
Na wysokości około 500 m wpływa do Ciemnego Jaru, gdzie przyjmuje z lewej strony bezimienny dopływ. Niżej potok płynie Ciemnym Jarem między wzniesieniami Chmielina i Końska Kopa w kierunku wschodnim, u wylotu Ciemnego Jaru na poziomie 450 m n.p.m.potok przyjmuje z prawej strony Niedźwiedzi Potok, jest tu mały staw oraz znajdują się tu ujęcia wody pitnej dla Bielawy. Za stawikiem potok skręca w kierunku północno-wschodnim w stronę Bielawy. W okolicy osiedla Nowa Bielawa opuszcza granice Parku Krajobrazowego Gór Sowich i dalej wzdłuż drogi pośród gęstej zabudowy Nowej Bielawy, a następnie Bielawy płynie przez Wzgórza Bielawskie i Kotlinę Dzierżoniowską w kierunku Dzierżoniówa do ujścia, gdzie na poziomie ok. 260 m n.p.m. uchodzi do Piławy. Na odcinku Bielawy i Nowej Bielawy potok obmurowany jest częściowo kamiennym korytem. Zasadniczy kierunek biegu potoku jest północno-wschodni. Jest to potok górski odwadniający fragment północnej części Gór Sowich, Wzgórza Bielawskie i częściowo Kotlinę Dzierżoniowską. Koryto potoku kamienisto-żwirowe. W środkowej części swojego biegu potok jest uregulowany.
- Od nazwy potoku pochodzi nazwa miasta Bielawa.
- W przeszłości potok nosił nazwę Langebielauer Wasser

## Dopływy
- Czerwony Potok (Rdzawa) (prawy), Niedźwiedzi Potok (lewy), oraz kilka bezimiennych cieków i potoków[3].

## Miejscowości, przez które przepływa
- Bielawa
- Dzierżoniów